# الغالي العاقب

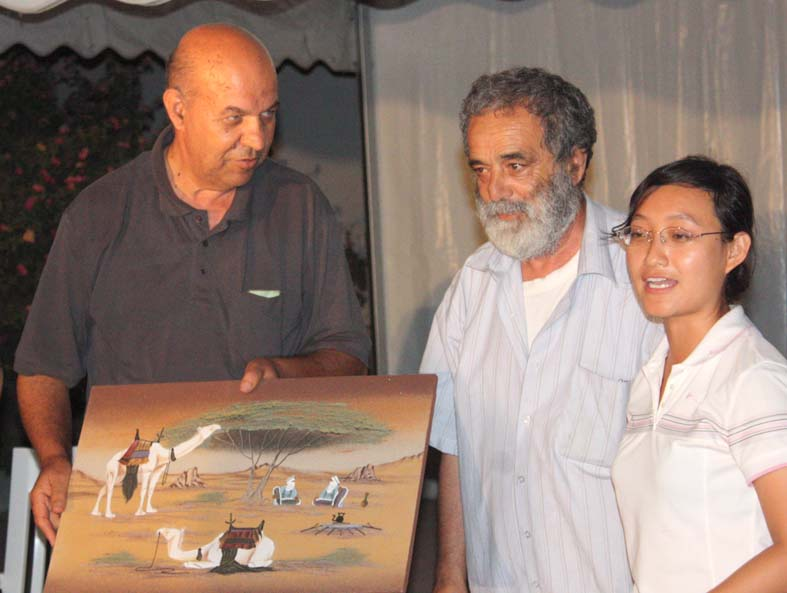
من اليسار إلى اليمين السيد الغالي العاقب - جمال بن صابر - أحد أفراد فرقة الأوبرا الصينية خلال مهرجان الهواة الدولي لمسرح مستغانم 43 في مستغانم - توزيع الهدايا

الغالي العاقب (مواليد 04 يوليو1947 بمستغانم ) أحد أعمدة مسرح الهواة بمستغانم

## نبذة
الغالي العاقب شخصية معروفة في الوسط الفني المسرحي بولاية مستغانم وحتى على الصعيد الوطني، إضافة إلى مهنته في قطاع التربية، عايش مراحل المسرح الوطني للهواة، واحتك بكل الإطارات التي أسست وأدارت المهرجان الوطني لمسرح الهواة منذ 1967، ترأس مسرح الهواة 3 مرات متتالية، وأسس سنة 1975 بمستغانم المسرح الوطني المدرسي. خلال الحرب الأهلية في الجزائر ساهم بشكل كبير في تعزيز الفعل الثقافي بمستغانم، خاصة مسرح الهواة.

## نشأة
الغالي العاقب من أسرة متواضعة، بدأت حياته بالكشافة «فوج الفلاح» منذ الصغر، أين التقى مع السي الجيلالي بن عبد الحليم والأستاذ كاكي، حيث امتهن عدة مسؤوليات من رئيس فرقة، رتيب، طليعة، محافظ محلي إلى محافظ ولائي ثم عضو بالمجلس الوطني للكشافة الإسلامية، أكمل مساره التعليمي وأخذ الشهادة الدراسية حيث امتهن التعليم بمركز ابن الشهداء من سنة 1965 إلى 1970 ثم مديرا بهذا المركز حتى سنة 1973 ثم اشتغل في مهمة التكوين النشاط الثقافي والرياضي بمديرية التربية واستمر نشاطه حتى سنة 1990.

## مسيرة
تأسس مهرجان الهواة سنة 1967 وجمعته علاقة مع السي الجيلالي بن عبد الحليم سنوات 1970، 1971، 1973، في تنظيم المهرجان والرحلات إلى العاصمة من خلال المقابلة مع الوزراء والمسؤولين، هذا المهرجان الذي ترأسه في دورته السابعة، الثامنة والعاشرة، كما عمل في اللجنة التنظيمية في المهرجان الثالث حتى المهرجان العاشر.
ومن سنة 1975 إلى يومنا هذا اكتفى كعضو مشارك مشاركة حرة بدون مسؤوليات داخل المهرجان.

## إسهاماته في القطاع الثقافي لولاية مستغانم
شهد القطاع الثقافي وفي فترة وجيزة وبفضل مجموعة من الأشخاص نقلة نوعية، فلقد كانت له المساهمة في تأسيس المهرجان المسرح المدرسي بمعية مجدد قادة 1973. الذي انطلق مغاربيا ثم أصبح وطنيا لغياب المشاركة 1995. من بين الاشتراكات  الاتحاد الوطني للشبيبة الجزائرية 15 ماي 1975.
ترأس جمعية الإشارة خلال السنوات الأولى والتي جمعته مع السيد جمال بن صابر بعض الأعمال الفنية سنة 1995.
ترأس أول مجلس ثقافي ولائي على مستوى الولايات في سنة 1991 حتى سنة 1998 بعد كاكي سنة 1990.
وشارك في تأسيس فرعين بمدرسة الفنون الجميلة: «الفن الدرامي» وفرع من معهد الوطني للموسيقى.